# Pachyceryx
Pachyceryx är ett släkte av fjärilar. Pachyceryx ingår i familjen björnspinnare.
Kladogram enligt Catalogue of Life:
| Pachyceryx | \| \| Pachyceryx albomaculata \| \| \| \| \| \| Pachyceryx clypeatus \| \| \| \| \| \| Pachyceryx dufranei \| \| \| \| |
|            | \| \| Pachyceryx albomaculata \| \| \| \| \| \| Pachyceryx clypeatus \| \| \| \| \| \| Pachyceryx dufranei \| \| \| \| |
|            | Pachyceryx albomaculata                                                                                                |
|            | |
|            | Pachyceryx clypeatus                                                                                                   |
|            | |
|            | Pachyceryx dufranei |
|            | |